# Tiago Della Vega
Tiago Della Vega (Caxias do Sul, 14 de março de 1984) é um guitarrista brasileiro.
Foi declarado o guitarrista mais rápido do mundo, por volta do ano de 2006. Obtém amplo conhecimento em regência e música erudita. Tiago Della Vega começou a tocar violão aos 5 anos de idade, aos 6 ganhou sua primeira guitarra, e se apaixonou pelo instrumento. Por conta de sua habilidade incrível, foi um dos personagem do programa Super-humanos: América Latina, no qual aparece no episódio 4 da primeira temporada.

## Prêmios e indicações
- 2008 - Recordista Mundial: Mais rápido guitarrista do mundo (homologado pelo Guinnes Book): 750 BPM por minuto.[2]
- 2012 - Incluído na lista 70 mestres brasileiros da guitarra e do violão da revista Rolling Stone Brasil.[3]

## Discografia
- 2005 - "Advent of the Truth" (com a banda Fermatha)
- 2009 - "Hybrid" (disco solo)